# Шриланкско еленче
Шриланкско еленче (Moschiola meminna) е вид бозайник от семейство Мишевидни елени (Tragulidae).

## Разпространение и местообитание
Разпространен е в Шри Ланка.